# Heinrich Seufferheld

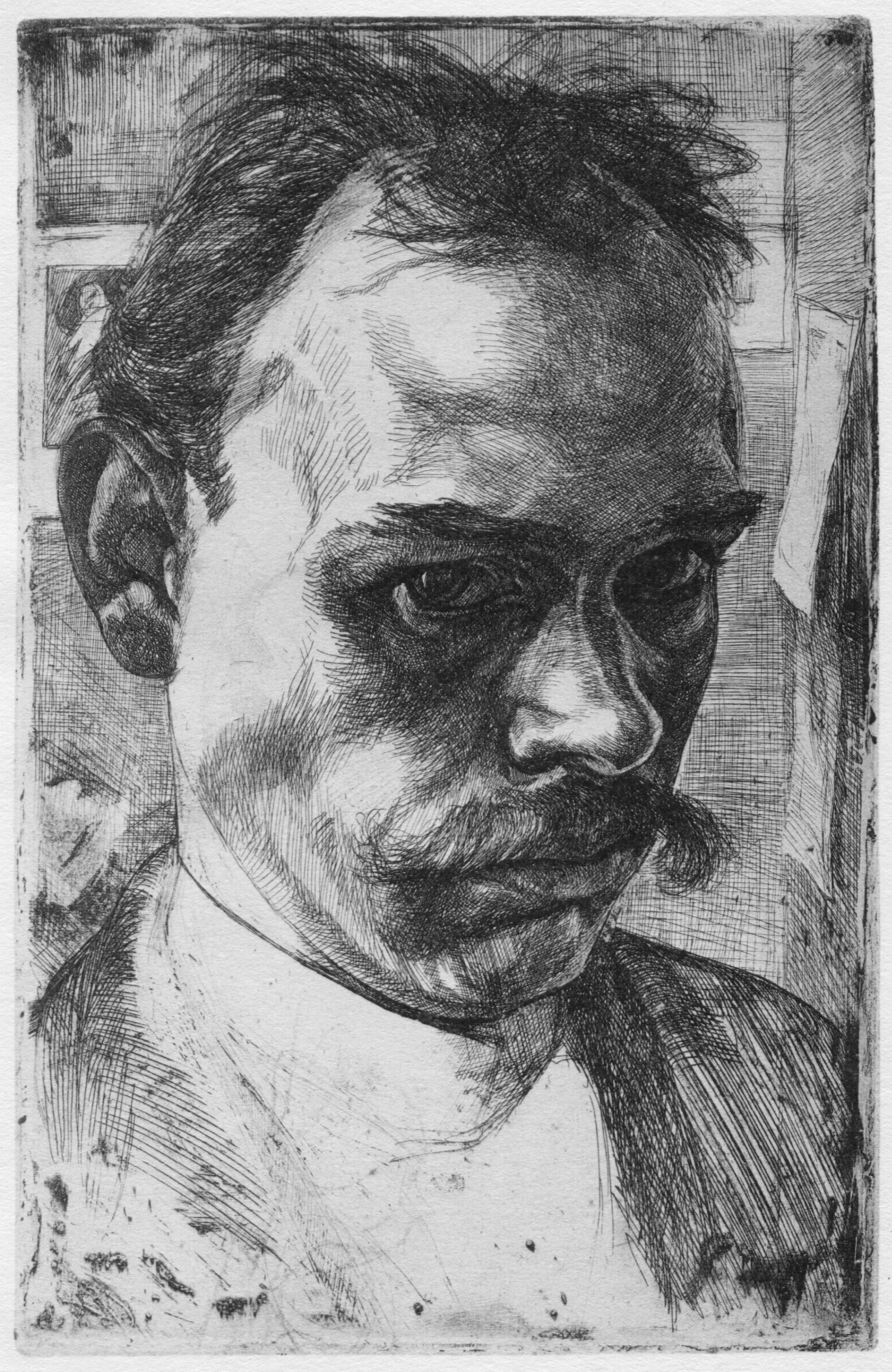
Selbstporträt Seufferhelds im Alter von 28 Jahren

Heinrich Seufferheld (* 27. Januar 1866 in Weinsberg; † 20. Februar 1940 in Tübingen) war ein deutscher Zeichner, Maler und Radierer. Von 1909 bis zu seinem Ruhestand 1933 war er Universitätszeichenlehrer, ab 1918 auch außerordentlicher Professor an der Universität Tübingen.

## Leben
Seufferheld stammte aus einer bürgerlichen Familie, die ursprünglich aus dem Fränkischen kam. Seine Vorfahren waren Ratsherren und Ärzte in Schwäbisch Hall gewesen. Sein Urgroßvater Carl Seufferheld war Pfarrer im Hohenlohischen, sein Großvater Schultheiß in Dürrenzimmern im Oberamt Brackenheim. Dort heiratete Seufferhelds Vater Carl als Revisionsassistent im Alter von 22 Jahren die Mutter Seufferhelds, die Bauerntochter Christine Bihl.

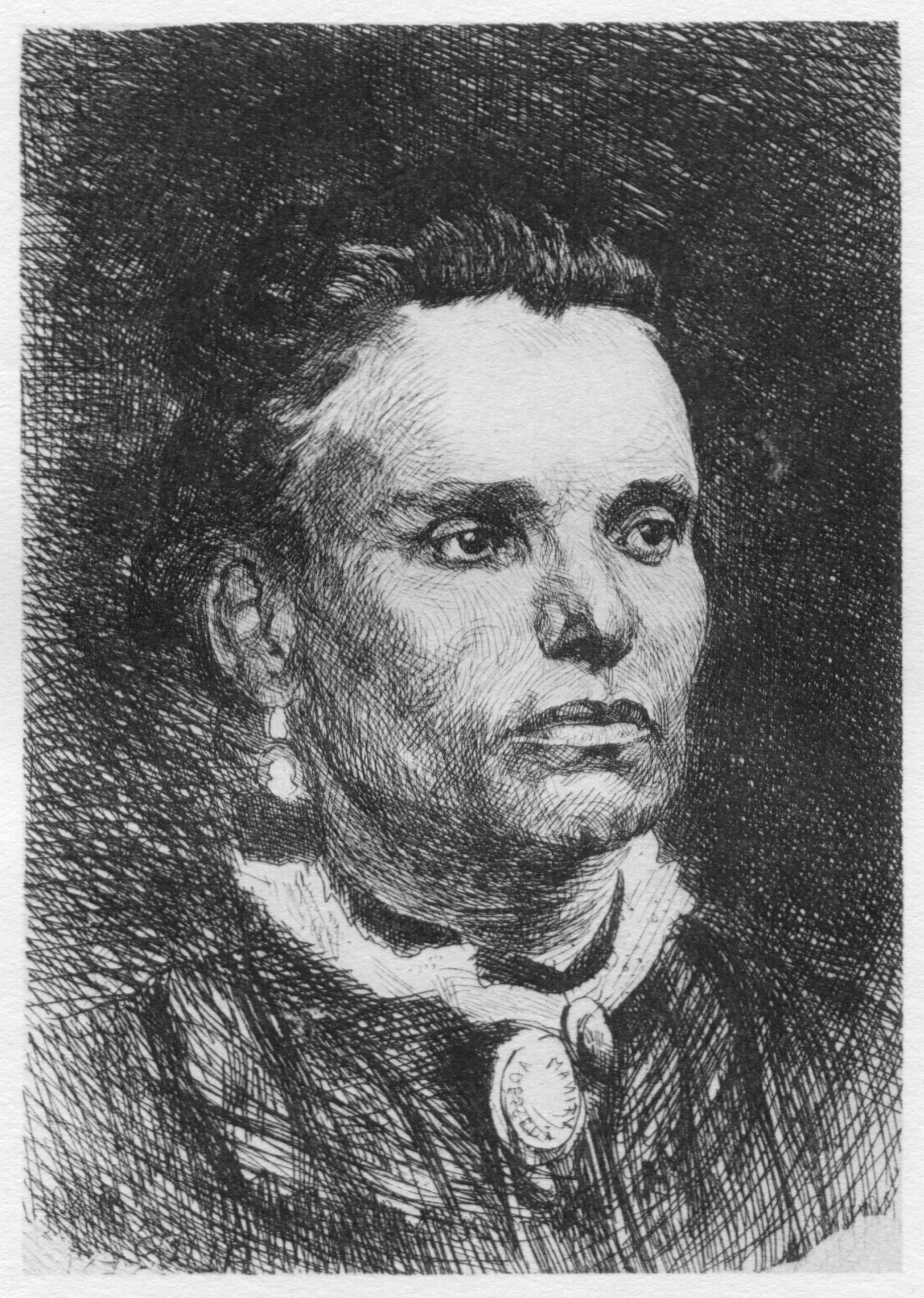
Seufferhelds Mutter Christine

Heinrich Seufferheld wurde in Weinsberg geboren. Von 1870 bis 1875 lebte die Familie in Waldenburg, wo Vater Seufferheld Schultheiß war. 1875 übernahm er das gleiche Amt in Weinsberg, die Familie kehrte wieder dorthin zurück. Als Heinrich Seufferheld elf Jahre alt war, starb seine Mutter bei der Geburt seines Bruders Karl. Sein Vater starb, bis zuletzt im Amt des Schultheißen, erst 1914. Seufferheld selbst meinte, sein ganzes Wesen, seine Zähigkeit und Schwerfälligkeit, habe er von seiner Mutter geerbt; vom Vater, einem willensstarken Menschen von rasch entschlossener Tatkraft, habe er nur wenig gehabt.
Im Anschluss an die Lateinschule in Weinsberg besuchte Heinrich Seufferheld die Gymnasien in Heilbronn und Schwäbisch Hall. Nach dem Willen seines Vaters sollte er Pfarrer werden, und 1880 bestand er das sogenannte Landexamen, das zum Besuch der evangelischen Klosterschulen berechtigte. Er vollendete seine schulische Ausbildung an den evangelisch-theologischen Seminaren in Schöntal und Urach. Seufferheld war in diesen Schulen und mit der vorgesehenen Pfarrerslaufbahn nicht glücklich. Sein Onkel, mit Namen ebenfalls Heinrich Seufferheld, schickte Zeichnungen des jungen Künstlers an Carl Theodor von Piloty, den Direktor der Münchener Akademie der Bildenden Künste, der sein Talent erkannte. Trotz der Skepsis des Vaters gegen den unbürgerlichen Beruf wurde Seufferheld ein Kunststudium ermöglicht.
In der Folge studierte er zweieinhalb Jahre, von 1884 bis 1887, in München an der Akademie der Bildenden Künste, wo er sich für die Dauer des Studiums mit seinem Studienkollegen Max Slevogt anfreundete. Dem Drängen des Vaters, mit der Kunst auch einen Verdienst zu erzielen, antwortete der nach eigener Einschätzung phlegmatische und zu „unnützen Träumereien“ neigende Seufferheld nur ausweichend und lebte in München in bescheidenen Verhältnissen von dem Geld, das ihm die Familie zukommen ließ.
Seinen einjährigen Militärdienst leistete Seufferheld 1887/88, auf Vorschlag des Onkels, in Berlin ab. Trotz Drängens aus der Heimat, doch den Beruf zu wechseln, blieb er dabei, Künstler sein zu wollen: „Ich will lieber ein armer Porträtmaler sein als ein reicher Pfarrer.“
Nach dem Militärjahr blieb er zunächst in Berlin und besuchte die Malklasse der Königlichen akademischen Hochschule für die bildenden Künste. Anfang 1889 kehrte er nach München zurück, wo ihm Friedrich August von Kaulbach, damals Direktor, den Besuch der Kunstakademie für weitere zwei Jahre bis 1891 ermöglichte. Während dieser Zeit freundete er sich in München mit einem Kreis von Künstlern aus Siebenbürgen an, mit denen er im Sommer 1890 eine Reise in ihr Heimatland unternahm. Er lernte auch zwei Menschen kennen, die ihn in den weiteren Jahren förderten: die Witwe Frau Professor Geifrig und den Maler Erich Riefstahl. Während dieser Zeit in München wandte sich Seufferheld 1890 auf Anraten eines Vetters erstmals der Radierung zu.
Nach Ende des Studiums zog er sich in den Sommern nach Neidlingen am Rande der Schwäbischen Alb zurück, um in der Abgeschiedenheit zu malen und zeichnen, und besuchte den Winter über als Meisterschüler die Königliche Kunstschule in Stuttgart. Nach neun Jahren bezog er 1900 ein eigenes Atelier im elterlichen Haus in Weinsberg. Im gleichen Jahr war er mit einem Stipendium des Württembergischen Kultusministeriums zu einem mehrwöchigen Besuch in Paris und bei der Pariser Weltausstellung. Seufferhelds Werk fand Beachtung, er war in großen Ausstellungen vertreten und wurde in überregionalen Kunstzeitschriften berücksichtigt.
1909 bewarb er sich als Universitätszeichenlehrer an der Universität Tübingen und wurde auf Vorschlag des Tübinger Ordinarius für Kunstgeschichte Konrad von Lange eingestellt, der ihn für den geeignetsten Bewerber hielt. Seufferheld zog nach Tübingen und reformierte den universitären Zeichenunterricht, der bis dahin oft künstlerischen Ansprüchen nicht genügt und in dem man oft nur Vorlagen kopiert und Gipsköpfe abgezeichnet hatte. Seufferheld führte in Tübingen nach dem Vorbild der Kunstakademien das Landschaftszeichnen nach Motiven im Freien und das Porträt- und Aktzeichnen nach Modell ein. Seine pädagogischen Verdienste fanden Anerkennung. Nach mehreren vergeblichen Anläufen der Universität, die die „subalterne“ Stelle gegen den Widerstand des K. Württembergischen Ministeriums für Kirchen- und Schulwesen aufwerten wollte, wurde er 1918 zum außerordentlichen Professor ernannt. 1920 heiratete er die 22 Jahre jüngere Bildhauerin Margarete Pietzcker (1888–1962).
Seufferhelds Erwartungen, an seine künstlerischen Anerkennung um 1900 anknüpfen zu können, erfüllten sich nicht. Auf eine Steigerung der Nachfrage nach graphischen Zyklen – sie trat im Zuge der Wirtschaftskrise nach dem Ersten Weltkrieg ein und wird als Flucht in sichere Anlagen in Inflationszeiten interpretiert – reagierte er mit der Herausgabe eines eigenen Graphikzyklusses, Des Todes Lied. Er kam aber erst 1924 heraus und somit zu spät, da ab der Währungsreform 1923 das Interesse an Graphiken wieder nachließ. 1933 trat er in den Ruhestand. Er starb am 20. Februar 1940 in Tübingen und wurde auf dem Weinsberger Friedhof begraben. Seinen Nachlass vermachte er als Heinrich-Seufferheld-Stiftung an die Stadt Weinsberg, wo er verwahrt wird. Teile daraus sind im Weinsberger Weibertreu-Museum zu sehen.
Seine Schwester Hedwig Martha (1889–1987) war mit dem Maler Albert Volk (1882–1982) verheiratet, das Paar bezog gegen Ende des Zweiten Weltkriegs Seufferhelds Elternhaus in Weinsberg. Albert Volk übernahm Seufferhelds Weinsberger Atelier und hat 1970 den Nachlass von Seufferheld katalogisiert.

## Werk

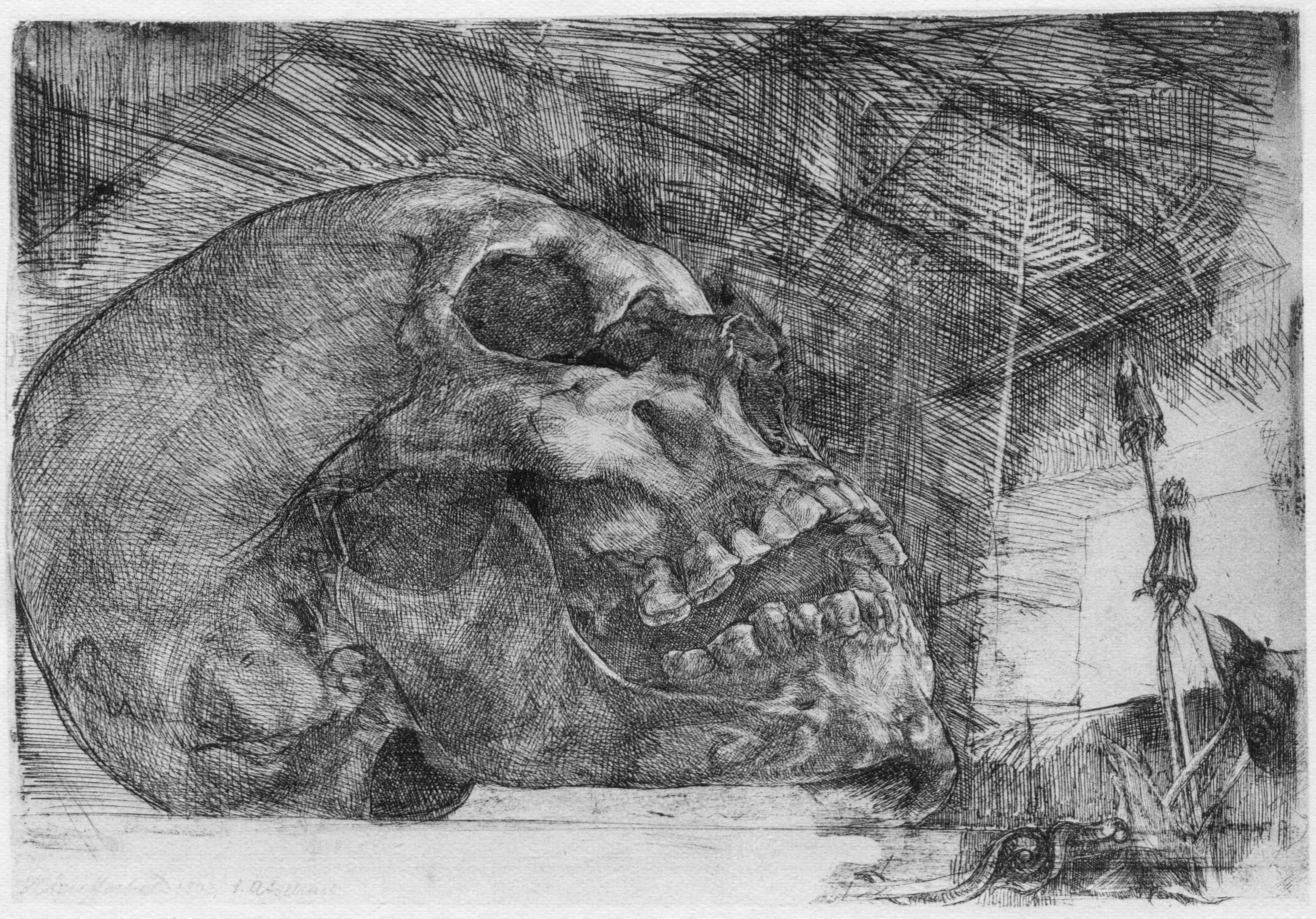
Totenschädel. Radierung von 1894

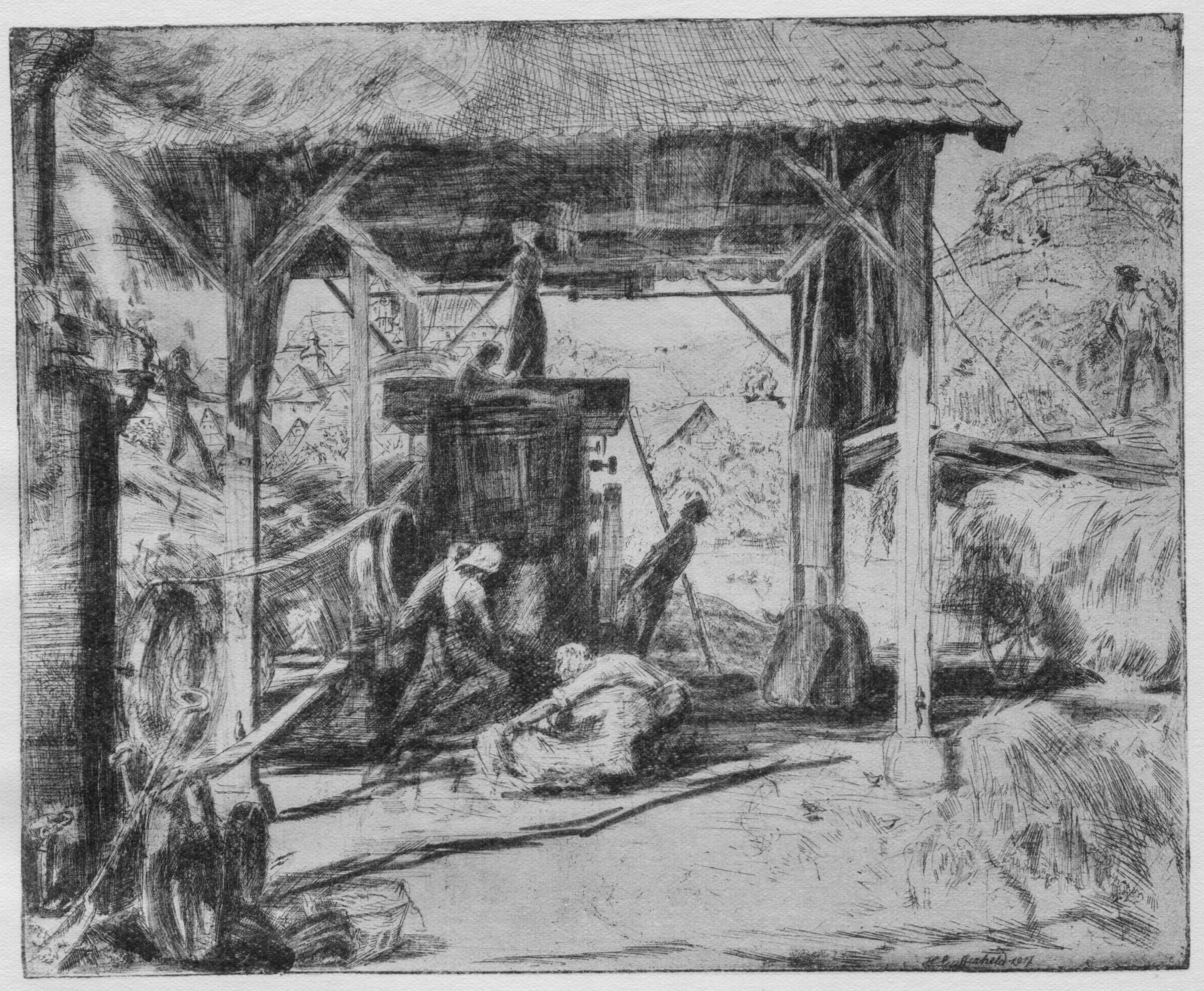
Dreschmaschine. Radierung von 1917

Seufferheld war sowohl als Maler tätig wie auch als Graphiker – in verschiedenen Techniken wie Radierung, Stich, Zeichnung und anderen. Bekannt sind heute vor allem noch seine Landschaften und Stadtansichten, die seine Heimatstadt Weinsberg, sein langjähriges Sommerdomizil auf der Schwäbischen Alb in Neidlingen und seinen späteren Wohnort Tübingen zeigen. Seine Porträts zeigen oft Freunde, Familie und Bekannte oder ihn selbst, aber auch andere Modelle. Auch Akte sind im Werk vertreten. Gebrauchsgraphiken entstanden beispielsweise für die Ehrenbürgerbriefe der Stadt Weinsberg für Theobald Kerner und Erwin Hildt. Immer wieder hat er den Tod thematisiert, in Selbstbildnissen mit dem Tod, Bildern von Totenschädeln und schließlich in seinem 1924 erschienenen Radierzyklus Des Todes Lied, dessen insgesamt elf Blätter Titel wie Der flötende Tod, Das sterbende Rokoko oder Der Tempel des Todes tragen. In manchen Werken zeigt sich die allem Anschein nach nationalkonservative politische Einstellung Seufferhelds, so im Blatt Deutsche Renaissance von 1914, das unter dem Turm der Kilianskirche ein von der Bevölkerung bejubeltes Regiment im fahnengeschmückten Heilbronn zeigt, oder in der 1939 entstandenen Zeichnung Gewalt in Bromberg, die NS-Propagandameldungen zu (angeblichen) Gräueltaten beim sogenannten Bromberger Blutsonntag übernimmt und illustriert – prominent im Bild ist ein an einem Balken aufgehängter und mit den Füßen festgenagelter Mann.
Seufferheld lässt sich nicht eindeutig einer bestimmten künstlerischen Richtung zuordnen. Im Laufe seines Schaffens öffnete er sich unterschiedlichen künstlerischen Richtungen, dem Jugendstil, dem Expressionismus, verfolgte diese aber nicht konsequent. Einer Avantgarde gehörte er nie an.